# Ambrose Kennedy (Politiker)

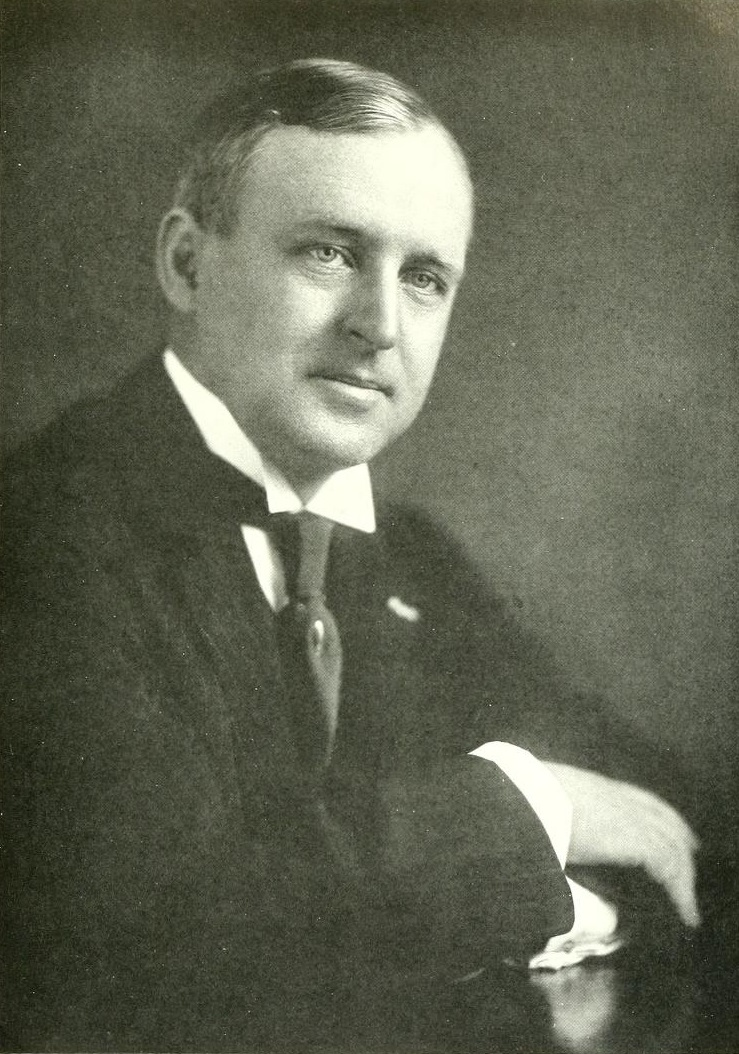
Ambrose Kennedy

Ambrose Kennedy (* 1. Dezember 1875 in Blackstone, Worcester County, Massachusetts; † 10. März 1967 in Woonsocket, Rhode Island) war ein US-amerikanischer Politiker. Zwischen 1913 und 1923 vertrat er den dritten Wahlbezirk des Bundesstaates Rhode Island im US-Repräsentantenhaus.

## Werdegang
Ambrose Kennedy besuchte die öffentlichen Schulen in Blackstone und das St. Hyacinthe’s College in der kanadischen Provinz Québec. Er setzte seine Ausbildung auf dem College of the Holy Cross in Worcester fort und machte dort 1897 seinen Abschluss. In den folgenden Jahren war Kennedy selbst im Schuldienst tätig. Zwischen 1898 und 1904 unterrichtete er an der Blackstone High School und zwischen 1906 und 1908 war er Schulrat. Dazwischen studierte er bis 1906 an der Boston University Jura. Nach seiner Zulassung als Rechtsanwalt begann er in Woonsocket in seinem neuen Beruf zu arbeiten.
Kennedy wurde Mitglied der Republikanischen Partei. Zwischen 1909 und 1913 gehörte er dem Stab von Gouverneur Aram J. Pothier an. Zwischen 1911 und 1913 war er auch Abgeordneter im Repräsentantenhaus von Rhode Island; im Jahr 1912 war er Speaker des Hauses. 1912 wurde er im neugeschaffenen dritten Distrikt von Rhode Island in das US-Repräsentantenhaus in Washington gewählt. Kennedy trat sein Mandat im Kongress am 4. März 1913 an und konnte es nach vier Wiederwahlen bis zum 3. März 1923 ausüben.
Für die Wahlen des Jahres 1922 verzichtete er auf eine erneute Kandidatur. Nach dem Ende seiner Zeit im Kongress zog sich Kennedy aus der Politik zurück. Er arbeitete in den folgenden Jahrzehnten wieder als Anwalt und starb im Jahr 1967 in Woonsocket. Begraben wurde er auf dem Friedhof seines Geburtsortes Blackstone.